# 天雷戰鬥機
中島J5N天雷是第二次世界大戰末期由中島飛機研發的雙發重型戰鬥機，本機承襲十三試雙發陸上戰鬥機開發概念。雖然本機在初次試飛成功，但是性能未達標。

## 開發簡史
日本帝國海軍對於雙發動機戰鬥機的興趣始於橫須賀海軍航空隊測試飛行員小福田皓文的意見。在中國戰場的作戰經驗，顯示單座戰鬥機在長距離飛行任務時出現通聯與導航能力的不足，因此海軍認為需要一種「嚮導戰鬥機」，為戰鬥機部隊提供長距離空優作戰運用時的指揮機，這款機種在增加飛行乘組員作為領航員與通連之後，仍得維持與戰鬥機同等的空戰敏捷性與續航力，這個概念衍生的成品是由二式陸上偵察機改造的「十三試雙發陸上戰鬥機」，1941年完成，代號「天雷」。這架飛機為3人編制（飛行員、導航員、無線電通信員兼防禦機槍射手），配備了2具1,200匹馬力的引擎，武裝有2挺火力射線朝前的7.7公厘機槍、4挺以遙控方式操作的7.7公厘尾部防禦機槍，但是這個成品測試後發現飛機總重超重，無法發揮期望的戰鬥力，且當時日本已經準備對美國開戰，軍事產線都在增產新型戰機，無法顧及資源消耗較單引擎戰機更多且戰鬥能力不足的雙引擎戰機。
1943年1月，日本海軍下令中島重工研製「十八試局地戰鬥機」，這款機種承襲了天雷的名稱，並核撥了生產6架原型機之預算，其中2架要為雙座型。在日本海軍的定位中被列為乙種戰鬥機，也就是一般稱為攔截機的局地戰鬥機。海軍提出的技術需求規格為：
1. 引擎使用譽發動機（出力1,900匹馬力）
2. 極速超過時速667公里（高度6,000-6,500公尺）
3. 爬升速度為6分鐘內6,000公尺，最大升限11,000公尺
4. 武裝配備2門20公厘機炮、2門30公厘機炮

由於是以戰鬥機的需求提案，因此配備駕駛艙防彈裝甲和自封油箱也被列入，在滿足這些防禦與極速要求後海軍仍希望十八試局戰有敏捷的飛行表現。中島公司以曾經負責設計夜戰月光，擁有豐富重戰機設計經驗的中村勝治技師(因於病倒，後來由大野和男技師代任)操刀設計，飛機亦是以月光作為原型改良，但是從月光的下單翼變更為中單翼構型，並導入層流翼提升高速飛行能力。
本機的技術特徵如下；
1. 主翼為了降低翼負荷除了維持大面積，安裝了福勒襟翼（Fowler flap）和前緣縫翼，這讓天雷在敏捷性上仍維持較好的飛行品質。
2. 飛機被要求施加必要的防禦，為此天雷的駕駛座為厚70公厘的防彈玻璃、前方有20公厘的防護裝甲、座位背後也有8公厘的防彈裝甲，此外安裝自封油箱零件後天雷的內載燃料較月光減半。為了確保續航力，因此天雷可以在機腹或左右主翼加掛副油箱，機腹副油箱容量730公升，機翼副油箱400公升。
3. 在機體和機翼採用「厚板構造」，可以減低縱樑和鉚釘數量，同時方便組裝和縮短生產時間。

天雷的1號原型機在1944年6月20日出廠，同年7月8日首飛。但除了飛行敏捷性達標，其餘軍方所期望的技術標準通通無法達成，原因仍然是引擎缺陷。譽發動機遭到引擎震動、漏油等技術問題給阻礙，始終無法達成表定的輸出功率，這也連帶拖累天雷的性能。雖然中島試著改良發動機艙與整流罩設計降低飛行阻力，但極速表現並無突破時速597公里之門檻，爬升至6,000公尺則需要8分鐘，且由於海軍堅持不能放寬防禦要求，使飛機的重量無法減輕。1944年秋天海軍理解天雷無法滿足原始設計期望，下令計畫中止。但另外還下令中島將5、6號原型機改良為雙座型，進一步調整為裝設傾斜式機炮的夜間戰鬥機。但最後安裝上斜射機炮的僅有3號原型機，這架原型機在防空任務中曾經使用其斜射機炮在7,000公尺高度擊落1架B-29轟炸機。
即便施加夜間戰鬥機的改良，但中島公司的工作進度與戰鬥機的表現未能讓海軍感到滿意，至1945年2月後相關的開發工程全部告終。6架原型機有1架在飛行測試中墜毀、2架遭到美軍炸毀。
日本投降後，美軍紀錄中有拍攝到完整的天雷，且至少有1架單座、1架雙座，機號為コ-J-5-3、コ-J-5-6。但是美軍如何處理這型機種，有無運回國測評已無可信紀錄。目前美國方面的紀錄僅確定美國國家航空太空博物館從美國海軍方面取得並保存了一部分的天雷零件。

## 計劃改良型
- J5N1(十八試局地戰鬥機)

單座型，安裝NK9H譽21型引擎(2,000匹馬力)。計劃在生產型安裝NK9K-L Ru譽二四型渦輪增壓引擎。(有可能計劃安裝三菱重工的MK9A Ru引擎)
- J5N1-S(夜戰型)

在第5和6號試驗機安裝雷達系統和兩門五式機炮作為斜射機炮的雙座夜戰試驗機。

## 基本資料
- 乘員:1人(夜戰型為2人)
- 機長:11.46 m
- 翼展:14.40 m
- 機高:6.27 m
- 機翼面積:32 平方米
- 空重: 5,400公斤
- 最重: 7,300公斤
- 發動機:兩具中島NK9H譽21型18氣缸星型風冷式引擎（2,000匹馬力）
- 最快速度:597公里/小時（5,600米）
- 航程:1,500至2,750公里（加裝外掛燃料箱場合）
- 昇限:10,800米
- 武裝:20毫米九九式機炮和30毫米五式機炮(夜戰型加裝兩門五式機炮作為斜射機炮)
- 炸彈:60公斤兩枚、250公斤兩枚或500公斤一枚

## 外部連結
- 一八試局地戦闘機「天雷」(J5N)（页面存档备份，存于）